# Ilse Kraaijeveld
Ilse Kraaijeveld (Dokkum, 22 december 1990) is een Nederlandse zwemster.

## Carrière
Op de Open Nederlandse kampioenschappen zwemmen 2009 in Eindhoven stond Kraaijeveld voor de eerste maal op het NK-podium, zilver op zowel de 50 als de 100 meter vrije slag. Twee weken later, tijdens de NK sprint, voldeed ze aan de limiet voor de Europese kampioenschappen kortebaanzwemmen 2009 in Istanboel op de 50 meter vrije slag. In Istanboel strandde ze in de series van de 50 meter vrije slag. 
Tijdens de Amsterdam Swim Cup 2010 wist Kraaijeveld een plaats te bemachtigen in de 4x100 meter vrije slag voor de Europese kampioenschappen zwemmen 2010 in Boedapest. Na afloop van de Amsterdam Swim Cup werd bekend dat ze na de zomer overstapt naar het Nationaal Zweminstituut Eindhoven, in Eindhoven gaat ze trainen onder leiding van Jacco Verhaeren. Op de Europese kampioenschappen in Boedapest werd de Nederlandse uitgeschakeld in de series van zowel de 50 als de 100 meter vrije slag, samen met Saskia de Jonge, Elise Bouwens en Femke Heemskerk eindigde ze als zesde op de 4x100 meter vrije slag. In Eindhoven nam Kraaijeveld deel aan de Europese kampioenschappen kortebaanzwemmen 2010, op dit toernooi strandde ze in de series van de 100 meter vrije slag. Op de 4x50 meter vrije slag zwom ze samen met Inge Dekker, Saskia de Jonge en Marleen Veldhuis in de series, in de finale veroverde Dekker samen met Femke Heemskerk, Hinkelien Schreuder en Ranomi Kromowidjojo de Europese titel. Voor haar aandeel in de series werd Kraaijeveld beloond met de gouden medaille.
Tijdens de Europese kampioenschappen kortebaanzwemmen 2011 in Szczecin werd ze uitgeschakeld in de series van de 100 meter vrije slag, samen met Tamara van Vliet, Rieneke Terink en Maud van der Meer eindigde ze als vierde op de 4x50 meter vrije slag.

## Resultaten

### Internationale toernooien
| Jaar | Olympische Spelen | WK langebaan  | WK kortebaan  | EK langebaan                                                | EK kortebaan                                                              |
| ---- | ----------------- | ------------- | ------------- | ----------------------------------------------------------- | ------------------------------------------------------------------------- |
| 2009 |                   | geen deelname |               |                                                             | 23e 50m vrije slag                                                        |
| 2010 |                   |               | geen deelname | 20e 50m vrije slag 23e 100m vrije slag 6e 4x100m vrije slag | 20e 100m vrije slag · 4x50m vrije slag · Kraaijeveld zwom enkel de series |
| 2011 |                   | geen deelname |               |                                                             | 33e 100m vrije slag 4e 50m vrije slag                                     |

### Nederlandse kampioenschappen zwemmen
| Jaar | NK langebaan                                           | NK kortebaan                                                                   |
| ---- | ------------------------------------------------------ | ------------------------------------------------------------------------------ |
| 2006 | 13e 100m rugslag 9e 200m rugslag 13e 100m rugslag      | 16e 50m vrije slag 16e 100m rugslag 12e 200m rugslag                           |
| 2007 | 8e 50m vrije slag 12e 100m vrije slag 10e 200m rugslag | 4e 50m vrije slag 10e 100m vrije slag                                          |
| 2008 | 6e 50m vrije slag 9e 100m vrije slag                   | 5e 50m vrije slag 4e 100m vrije slag 15e 200m vrije slag 13e 50m rugslag       |
| 2009 | 50m vrije slag · 100m vrije slag · 6e 200m vrije slag  | 50m vrije slag · 4e 100m vrije slag · 12e 200m vrije slag · 7e 50m vlinderslag |
| 2010 | 50m vrije slag · 100m vrije slag                       | 50m vrije slag · 100m vrije slag · 200m vrije slag                             |
| 2011 | 6e 50m vrije slag 13e 50m rugslag                      | 14e 50m vrije slag 16e 100m vrije slag                                         |

## Persoonlijke records
Bijgewerkt tot en met 5 december 2010

### Kortebaan
| Afstand         | Tijd    | Datum            | Plaats    |
| --------------- | ------- | ---------------- | --------- |
| 50m vrije slag  | 24,65   | 11 december 2009 | Istanboel |
| 100m vrije slag | 54,38   | 5 december 2010  | Amsterdam |
| 200m vrije slag | 1.58,59 | 4 december 2010  | Amsterdam |

### Langebaan
| Afstand         | Tijd    | Datum        | Plaats    |
| --------------- | ------- | ------------ | --------- |
| 50m vrije slag  | 25,49   | 12 juni 2009 | Eindhoven |
| 100m vrije slag | 55,26   | 14 juni 2009 | Eindhoven |
| 200m vrije slag | 2.03,20 | 14 juni 2009 | Eindhoven |